# Torii Tadafumi
Torii Tadafumi est un nom japonais traditionnel ; le nom de famille (ou le nom d'école), Torii, précède donc le prénom (ou le nom d'artiste).
Le vicomte Torii Tadafumi (鳥居 忠文, 19 octobre 1847-31 octobre 1914) est un samouraï de la fin de l'époque d'Edo, daimyo du domaine de Mibu dans la province de Shimotsuke. Il devient chef de famille en 1870 à la suite de la retraite pour cause de maladie de son frère ainé Torii Tadatomi.
Il est plus tard fait vicomte (子爵, shishaku) dans le nouveau système nobiliaire de l'ère Meiji et membre du Conseil des pairs.

## Source de la traduction
- (en) Cet article est partiellement ou en totalité issu de l’article de Wikipédia en anglais intitulé « Torii Tadafumi » (voir la liste des auteurs).